# Pernštejnská vrchovina
Pernštejnská vrchovina je geomorfologický okrsek tvořící součást Nedvědické vrchoviny, v jejíž jihozápadní části se nachází. Díky pravostranným přítokům Svratky s jejich zařezanými údolími, zejména příčného hlubokého údolí Nedvědičky, je tato vrchovina dosti členitá. V krajině v okolí Dolní Rožínky se nacházejí výsypky, haldy a jiné tvary, které souvisí s těžbou uranové rudy. Vrchovinný terén je protažen ve směru od severu k jihu podél hlubokého údolí Svratky. Svratka vrchovinu omezuje na východě. Pernštejnská vrchovina je složena především z rul, svorů a amfibolitů převážně svrateckého krystalinika a pestré skupiny moldanubika. Na rozvodích plošiny jsou holoroviny. Nejvyšším bodem je Zubštejn (687,6 m). Krajina je zalesněna rozptýleně. Tvoří ji mozaika polí, luk a vesnic s ovocnými sady. Údolní zářezy jsou zalesněny souvisleji s převahou smrkových a borových monokultur. V jižní části vrchoviny jsou tyto monokultury doplněny o dub a habr, v severní části o buk. Zvláštností území je přítomnost ostrůvků hadcových borů se sleziníkem hadcovým. V jeho jižní části se nachází vápencová lada s teplomilnými druhy (hořec křížatý, hořec brvitý, dřín aj.).